# Gerhard Hellmers
Gerhard Hellmers (* 2. Juni 1860 in Nordenham; † 17. Juni 1944 in Bremen) war ein deutscher Gymnasiallehrer und Theaterkritiker.

## Biografie
Gerhard Hellmers war der Sohn eines Lehrers. Er wuchs in Jever auf und absolvierte dort das Gymnasium. Er studierte neue Sprachen an der Universität Leipzig und der Universität Göttingen und wurde dort zum Dr. phil. promoviert. Während seines Studiums wurde er Mitglied des "Studenten-Gesangvereins der Georgia Augusta" (heute StMV Blaue Sänger Göttingen). 1886 wurde er Lehrer am Alten Gymnasium in Bremen. 1908 wurde er zum Professor ernannt.
Von 1915 bis 1925 war er Rektor des Alten Gymnasiums. Zusammen mit Kunsthallendirektor Gustav Pauli und Pastor Albert Kalthoff war er 1900 Mitbegründer des Goethebundes und von 1906 bis 1944 dessen Vorsitzender. Er veröffentlichte französische und englische Schriften für den schulischen Gebrauch. Er trat auch als Theaterkritiker in Erscheinung.
Der Gerhard-Hellmers-Weg in Bremen-Oberneuland wurde nach ihm benannt.

## Schriften
- Ueber die Sprache Robert Mannyngs of Brunne und über die Autorschaft der ihm zugeschriebenen "Meditations of the Supper of our Lord". Göttingen 1885 (Dissertation).
- Johanna Wolff  – zu ihrem 70. Geburtstag. In: Ostdeutsche Monatshefte. Heft 8, 1928
- Johanna Wolff – ihr Werden und ihr Werk. In: Ostdeutsche Monatshefte. Heft 13, 1933